# エンリーコ・イントラ
エンリーコ・イントラ（Enrico Intra、1935年7月3日 - ）は、イタリアのジャズ・ピアニスト、作曲家。
イタリア・ロンバルディア州ミラノ出身。

## 略歴
幼少期にプライヴェート・レッスンを通じてピアノを習得。戦中 (当時7歳)より、兄のジャンフランコ (ピアノ)とともにアメリカ人のグループに参加。プロとしての活動開始は1951年で、1957年のサン・レモ出演はよく知られるところ。またこの頃、ジャズはアメリカ人が演奏するものだという偏見を逆手にとり、レスター・ヤングとラス・フリーマンの名を掛け合わせた「レスター・フリーマン」という偽名で録音を残すほか、除隊後にはバッソ＝ヴァルダンブリーニ楽団にも参加している。1959年には市内に「イントラズ・ダービー・クラブ」を開き、フランコ・チェッリ (ギター)、ジャンカルロ・バリゴッツィ (サクソフォーン、フルート)、渡欧組のミュージシャンらを起用しながら、ミラノのジャズ史に大きな足跡を残す。
特筆すべきは1950年代当時において、アメリカのジャズの語法に頼ることなく、ヨーロッパの歴史ある教養音楽にジャズのスウィングを取り入れ、独自の「イタリアン・モード」を確立した点にあると言える。
1986年、フランコ・チェッリと共に「Associazione Culturale Musica Oggi」をミラノ市内に設立。自身の演奏活動はもとより、教育活動、また指揮者としての多大な文化貢献を通じて、ジョルジョ・ガスリーニとともに「ミラノ2大巨匠」のひとりとして確固たる地位を築いている。

## ディスコグラフィ

### アルバム
- Enrico Intra Trio (1957年、La Voce del Padrone)
- Enrico e Gianfranco Intra - Due Pianistico e ritmi (1957年、La Voce del Padrone)
- Lester Freeman Jazz Quartet (1958年、Liberty)
- Enrico Intra Quintet - Welcome Mr. Swing (1958年、Liberty)
- Jazz In Studio (1962年、Columbia)
- Milt Jackson sings - with the Enrico Intra Group (1964年、Derby)
- Archètipo - il jazz libero europeo di Enrico Intra (1969年、Ri-Fi Record)
- Messa D'Oggi (1970年、Ri-Fi Record)
- Jazz in Fabbrica - Nuova Civiltà Gruppo Enrico Intra (1972年)
- To The Visctims Of Vietnam (1974年、Ri-Fi Record)
- 『ジェリー・マリガン・ミーツ・エンリコ・イントラ』 - Gerry Mulligan meets Enrico Intra (1975年)
- Pao Pop (1975年、Ri-Fi Record)
- Omaggio a Bill Evans (1979年、Dire)
- Omaggio A Sinatra - The Voice And The Touch (1979年、Ri-Fi Record)
- from:Milan to Frankfurt/Main, re:Jazz Twins - Franco Cerri, Enrico Intra (1985年、Dire)
- Live Ca' Bianca (1986年、Ca' Bianca Club)
- Jazz In Italy - Franco Cerri, Enrico Intra Quartet (1990年、Ariston)
- Wach Im Dunklen Garten (1992年、Kreuz Plus Musik)
- The Blues (1991年、Dire)
- Ten Series from Metropolis Sound Project Live (1998年、SONY Italy)
- Live! (2000年、map)
- Le Case di Berio (2005年、alfa music)
- Like Monk (2006年、alfa music)
- Liebman meets Intra, Live (2008年、alfa music)
- 『ライヴ・イン・ミラン デュオ、トリオ、クァルテット』 - Live In Milan, Duo, Trio, Quartet (2009年、Albore Jazz) ※with フランコ・アンブロゼッティ